# Koninkrijk Granada

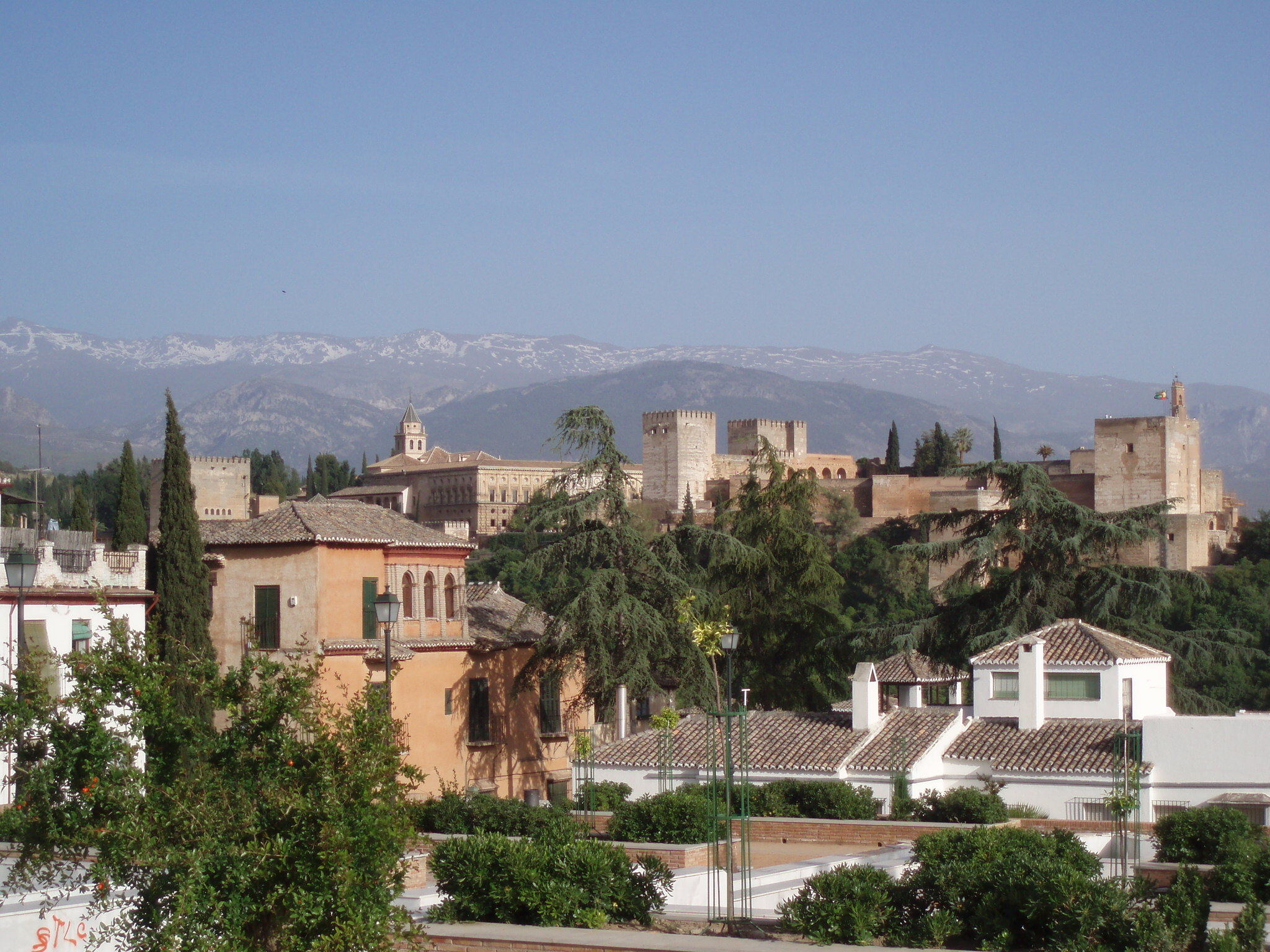
Het Alhambra, paleis van de Nasriden

Het koninkrijk Granada was een Moors koninkrijk dat van 1238 tot 1492 het zuiden van het huidige Spanje besloeg. Deze regio was in 711 door de Moren veroverd op de West-Goten en het zou eerst deel uitmaken van het emiraat Córdoba dat in 929 tot kalifaat Córdoba werd verheven. Na het ineenstorten van het kalifaat werd de taifa Granada gesticht in 1013 totdat deze in 1091 door de Almoraviden werd veroverd en in 1154 door de Almohaden. Na het vertrek van deze laatsten werd Granada weer onafhankelijk en in 1238 werd het koninkrijk Granada gesticht door Mohammed I ibn Nasr. De hoofdstad was de gelijknamige stad Granada. Voertaal was voor zowel joden als moslims het Arabisch.

## Terminologie
Het Koninkrijk Granada geregeerd door de Nasriden van 1230 tot 1492 wordt ook wel eens het Emiraat Granada genoemd. Belangrijk om op te merken is dat de heersers van het Koninkrijk Granada sultans worden genoemd en geen koningen of emirs. Het islamitische Koninkrijk Granada moet ook niet verward worden met het christelijke Koninkrijk Granada, onderdeel van de Kroon van Castilië dat van 1492 tot 1833 bestond.

## Geschiedenis
Vanaf het begin tot het einde werd het koninkrijk geregeerd door de Nazari-dynastie of Nasriden. Dit was een van de langst regerende moslimdynastieën in Al-Andalus. Deze dynastie liet in Granada het Alhambra bouwen.
In 1306 wist Mohammed III (regerend van 1302 tot 1309) Ceuta en Gibraltar te veroveren, maar dankzij interventie van Castilië en haar bondgenoten werd Granada teruggedrongen, tot in 1340 een overeenkomst werd bereikt tussen de Castiliaanse koning Ferdinand III en de Nazarische sultan Ibn al-Ahmar. Hierin werd Granada min of meer een vazalstaat van de christelijke koning van Castilië. Islamitisch Granada vocht zo aan de Castiliaanse zijde mee tegen andere rebellerende moslims. De Mozaraben vormden in het koninkrijk de inheemse christelijke bevolking en waren voornamelijk katholieken van Visigotische ofwel Mozarabische Latijnse ritus. Zij vormden een kleine bevolkingsmeerderheid en waren voornamelijk boeren, bouwvakkers en vertalers, alsook kunstenaars. Ze beheersten naast hun eigen Spaanse dialect, ook het Arabisch. De ambtelijke macht lag in handen van de moslims en de Sefardische joden aan het dynastieke hof. In geldwezen en handel, ook met islamitische gebieden, waren de joden belangrijk.
Hoewel Granada tamelijk eenvoudig in te nemen zou zijn geweest, hebben de christelijke vorsten daar waarschijnlijk lang van afgezien, vanwege de gunstige handel die via Granada met de islamitische wereld gedreven kon worden. Nadat Portugal een handelsroute had gevonden om goud uit Afrika te halen, verviel het nut van dit islamitische koninkrijk.
Terwijl de vanuit het noorden opdringende christelijke troepen overal successen boekten, bleef Granada voorlopig onbereikbaar, totdat een burgeroorlog tussen Nasriden en Abencerrajes de positie van de Moren verzwakte. Koning Abul Hassan liet de Abencerrajes uitmoorden, maar zijn ontevreden gemalin Aixa bestreed hem met succes ten gunste van haar zoon Boabdil.
Na het huwelijk in 1469 tussen Ferdinand II van Aragón en Isabella I van Castilië, ook bekend als het katholieke koningspaar (in het Spaans Reyes Católicas), werd het plan opgevat om de moslims van het Iberisch Schiereiland te verdrijven. Aanleiding tot de verbreking van de laatste vrede en het uitbreken van de Oorlog van Granada die zou leiden tot de definitieve verovering van het koninkrijk Granada was de Moorse aanval in 1482 op het stadje Zahara in christelijk gebied onder bescherming van de markies van Cadiz, Rodrigo Ponce de Leon. Deze viel als reactie het gebied van Granada in met 2500 ruiters en 2500 voetsoldaten en veroverde al snel het stadje Alhama, vlak bij de stad Granada. Rodrigo Ponce de Leon voerde vervolgens meerdere veroveringstochten door het gebied van Granada uit en kreeg al snel versterking van koning Ferdinand en de Spaanse adel. Boabdil was niet opgewassen tegen de christenen en de stad Granada werd na een maandenlang beleg op 2 januari  1492 ingenomen. Boabdil had godsdienstvrijheid voor zijn onderdanen gevraagd en toegezegd gekregen. Echter, overtuigd in hun katholieke geloof, evenals uit angst voor samenzweringen en onder druk van Torquemada, liet het echtpaar 4 maanden na het vertrek van de laatste islamitische vorst de verdrijving van de joden beginnen. Vele joden weken naar Portugal uit, maar kort daarna ook naar het Ottomaanse Rijk (Turks Griekenland, Thessaloniki) alsook naar de Kerkelijke Staat van de pausen. Kort nadien mocht ook de islam niet meer beleden worden en werden ook de moslims gedwongen zich te bekeren of te emigreren naar Noord-Afrika.
De reconquista of herovering van het Iberisch schiereiland kwam tot politieke voltooiing na bijna vijf eeuwen.

## Etymologie
Over het ontstaan van de naam Granada zijn verschillende theorieën. Het kan van het Spaanse granada (granaatappel) komen, een vrucht die daar overvloedig voorkomt; deze komt ook in het wapen van de stad voor. Daarnaast kan het ook van de Moorse naam Karnattah komen, dat zoveel als "heuvel van de vreemdelingen" zou betekenen.

## Heersers

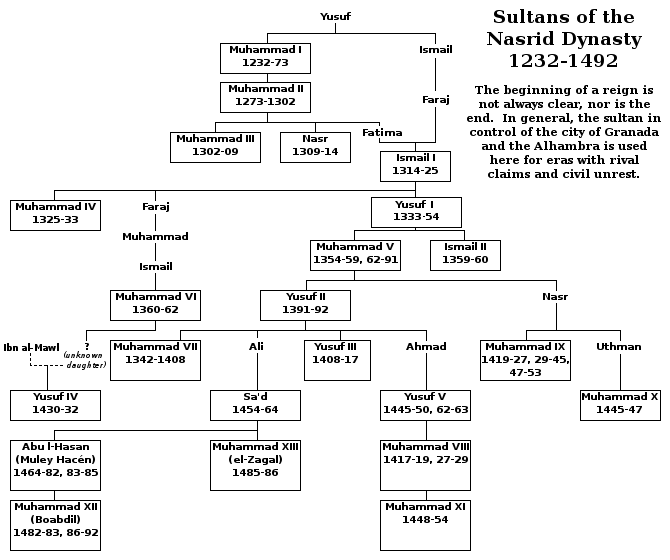
Stamboom van de Nasriden

| regeerperiode | naam                   | opmerking                                 |
| ------------- | ---------------------- | ----------------------------------------- |
| 1232 - 1273   | Mohammed I ibn Nasr    |                                           |
| 1273 - 1302   | Mohammed II al-Faqih   |                                           |
| 1302 - 1309   | Mohammed III           |                                           |
| 1309 - 1314   | Nasr                   |                                           |
| 1314 - 1325   | Ismail I               |                                           |
| 1325 - 1333   | Mohammed IV            |                                           |
| 1333 - 1354   | Yusuf I                |                                           |
| 1354 - 1359   | Mohammed V             | Afgezet                                   |
| 1359 - 1360   | Ismail II              |                                           |
| 1360 - 1362   | Mohammed VI            |                                           |
| 1362 - 1391   | Mohammed V van Granada | Machtshervatting                          |
| 1391 - 1392   | Yusuf II ibn al-Walid  |                                           |
| 1392 - 1408   | Mohammed VII           |                                           |
| 1408 - 1417   | Yusuf III              |                                           |
| 1417 - 1419   | Mohammed VIII          | Afgezet                                   |
| 1419 - 1427   | Mohammed IX            | Afgezet                                   |
| 1427 - 1429   | Mohammed VIII          | Machtshervatting, afgezet, stierf in 1431 |
| 1429 - 1431   | Mohammed IX            | Machtshervatting, afgezet                 |
| 1432          | Yusuf IV               |                                           |
| 1432 - 1445   | Mohammed IX            | Machtshervatting, afgezet                 |
| 1445          | Mohammed X             | Afgezet                                   |
| 1445 - 1446   | Yusuf V                | Afgezet                                   |
| 1446 - 1448   | Mohammed X             | Machtshervatting, afgezet                 |
| 1448 - 1453   | Mohammed IX            | Machtshervatting                          |
| 1453 - 1455   | Mohammed XI            | Afgezet                                   |
| 1455 - 1462   | Said                   |                                           |
| 1462          | Yusuf V                | Machtshervatting, afgezet                 |
| 1462 - 1464   | Said                   | Machtshervatting, afgezet, stierf in 1465 |
| 1464 - 1482   | Abul-Hasan Ali         |                                           |
| 1482 - 1483   | Mohammed XII           | Bijnaam Boabdil "De Ongelukkige"          |
| 1483 - 1485   | Abul-Hasan Ali         | Machtshervatting, afgezet                 |
| 1485 - 1487   | Mohammed XIII          | Afgezet                                   |
| 1487 - 1492   | Mohammed XII           | Tweede keer                               |